# Spaak-rapporten
Spaak-rapporten, eller Brysselrapporten, var en rapport utarbetad av Spaak-kommittén år 1956. Kommittén, ledd av Paul-Henri Spaak, presenterade sin slutgiltiga rapport den 21 april 1956 för de sex medlemsstaterna i Europeiska kol- och stålgemenskapen (EKSG). Rapporten skapade tillsammans med Ohlin-rapporten grunden för Romfördragen och upprättandet av Europeiska ekonomiska gemenskapen.